# Samuel Fritz
Samuel Fritz (Trutnov, Bohemia, República Checa, 9 de abril de 1654 -Jéberos, Gobierno de Maynas, 20 de marzo de 1723) fue un misionero católico y cartógrafo jesuita de nacionalidad checa y origen alemán, quien exploró ampliamente la cuenca del río Amazonas.

## Biografía

### Primeros años
Fritz nació en Trautenau, Bohemia. Tras estudiar un año en la Universidad Carolina de Praga, ingresó como novicio en la Compañía de Jesús en 1673, donde estudió matemáticas, geodesia y agrimensura. Enseñó durante varios años en los seminarios jesuitas de Uherské Hradiště y Březnice, llegando a ser vicerrector en Brno, donde también dirigió la orquesta de estudiantes. Fue ordenado sacerdote el 4 de febrero de 1683. En septiembre de 1684 fue enviado a Quito como misionero. En 1686 fue destinado a trabajar entre los indios del Alto Marañón.

### Misiones en Omaguas
Fritz se estableció entre los omaguas (omayas o cambebas) y en pocos años elaboró su propio catecismo en lengua omagua. Los omaguas habían pedido protección contra los esclavistas portugueses, que habían empezado a asaltar sus comunidades en la década de 1680. Cuando Fritz llegó a su territorio en 1686, los omaguas habitaban las islas situadas en medio del río Amazonas, en una región que se extendía aproximadamente desde la confluencia de los ríos Amazonas y Napo hasta el río Juruá. Hacia el final de su primer año entre los omaguas, inició un largo viaje río abajo para visitar las treinta y ocho aldeas existentes, pasando dos meses en cada una de ellas. Las rebautizó con los nombres de los santos patronos, construyó varias capillas rudimentarias y bautizó sobre todo a niños, ya que la mayoría de los adultos no estaban suficientemente adoctrinados y se mostraban "reacios a abandonar por completo ciertos abusos paganos". Al término de este viaje, que duró unos tres años, dirigió una ceremonia bautismal sobre toda la tribu antes de regresar a San Joaquín de Omaguas. Posteriormente concentró a indígenas de distintas comunidades en las llamadas "reducciones jesuíticas". También predicó intermitentemente a los yurimagua, los aisuare, los ibanoma y los ticuna.

### Problemas con los portugueses
A partir de 1693, Fritz empezó a trabajar para persuadir a los omaguas de San Joaquín de Omaguas de que abandonaran sus comunidades isleñas y fundaran nuevos asentamientos en las orillas cercanas del Amazonas propiamente dicho. Fritz quería comunidades más grandes centradas en torno a una capilla o una iglesia, y recomendó que estas comunidades fueran defendibles frente a los esclavistas portugueses. En 1695, San Joaquín de Omaguas fue trasladado a la desembocadura del río Ampiyacu, en el territorio tradicional de los caumaris. Poco a poco, la comunidad fue creciendo a medida que la gente se refugiaba de los caumaris y los mayorunas, enemigos tradicionales de los omaguas. Más al este, Fritz estableció otras dos reducciones de este tipo, San Pablo y Nuestra Señora de Guadalupe. Pronto las incursiones de esclavos lanzadas intermitentemente desde Pará (actual Belém) se hicieron tan intensas y frecuentes que los omaguas de las comunidades lejanas, así como los vecinos yurimaguas, huyeron a la relativa seguridad de los asentamientos de las misiones jesuitas cerca de la desembocadura del río Napo, incluyendo San Joaquín de Omaguas. Esta afluencia de refugiados contribuyó al deterioro de las relaciones entre los jesuitas y los omaguas que llevaban más tiempo viviendo en los asentamientos de las misiones. Muchos omaguas también abandonaban las misiones jesuitas, tentados por los materiales y bienes que distribuían las misiones carmelitas, que competían con los jesuitas por los conversos a las misiones. El 10 de abril de 1697, en Nuestra Señora de las Nieves, Fritz se encontró con fray Manoel da Esperança, viceprovincial de los carmelitas portugueses, y un grupo de soldados portugueses que habían llegado diciendo que pretendían tomar posesión del Alto Solimões. Fritz les dijo:
Hace más de ocho años que estoy en posesión pacífica de esta misión en nombre de la Corona de Castilla. Formé gran parte de estos indios paganos en los asentamientos de la misión, cuando algunos vagaban por la selva como fugitivos y otros vivían ocultos cerca de las lagunas a causa de los asesinatos y esclavitudes que antes sufrían por parte de los hombres de Pará. Yo mismo, cuando estuve en esa ciudad [Belém], vi muchos esclavos de esas tribus.
No obstante, los portugueses exigieron que Fritz trasladase su misión río arriba, advirtiéndole que si era capturado por los portugueses en aquella región, sería enviado a prisión en Portugal.

### Rebelión de los Omaguas

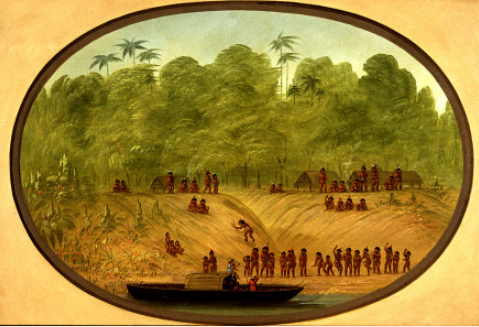
Representación de una reducción de indígenas Omagua por Geroge Caitlin

El proceso de reubicación fue difícil. En 1701, los omaguas de varios asentamientos, bajo el liderazgo del cacique omagua Payoreva, se sublevaron contra la presencia misionera jesuita, incendiaron la misión y mataron a algunos de los jesuitas. Fritz viajó a Quito para solicitar una pequeña fuerza militar para sofocar la revuelta, y posteriormente instituyó visitas anuales de fuerzas militares seculares para intimidar a los omaguas y evitar posibles levantamientos. Payoreva fue arrestado, azotado y encarcelado por los españoles en Borja, sin embargo escapó y regresó a San Joaquín de los Omaguas en febrero de 1702 para persuadir a los omaguas de que abandonaran la influencia de los misioneros, y la mayor parte de la población se marchó para establecer nuevos asentamientos a lo largo del río Juruá. Fritz intentó persuadir a los omaguas para que regresaran a la misión e incluso prometió el perdón para el jefe Payoreva. Los carmelitas portugueses volvieron a reunirse varias veces con Fritz, negociando los derechos de control sin restricciones sobre las diversas tribus[8] Muchos de los que seguían a Payoreva fueron finalmente esclavizados por los portugueses, como el propio Payoreva en 1704. La influencia de los misioneros carmelitas se hizo más fuerte tras la visita del portugués Fray Victoriano Pimentel en 1702. Pimentel descubrió rápidamente que los amazónicos estaban interesados en las herramientas de metal y otros bienes comerciales y que se les podía persuadir para que abandonaran a los jesuitas ofreciéndoles "hachas, hoces, cuchillos, anzuelos, alfileres, agujas, cintas, espejos, relicarios, anillos y trozos de alambre para sus pendientes".

### Última etapa de su vida
En 1704 Fritz sucedió a Gaspar Vidal como superior de los jesuitas y se trasladó a Santiago de la Laguna, en el río Huallaga. Dejó la responsabilidad de las misiones de Omagua al padre sardo Juan Baptista Sanna, que había empezado a trabajar entre los omaguas en 1701. En febrero de 1709, el nuevo rey de Portugal, João V, envió un gran contingente de soldados portugueses para asaltar el Alto Solimões y exigir la retirada de todos los misioneros españoles de la región. Fritz escribió al comandante portugués rogándole que desistiera, pero los portugueses destruyeron varias comunidades yurimaguas y omaguas. Finalmente, en julio, las autoridades españolas enviaron una fuerza militar para expulsar a los portugueses, quemando varias misiones carmelitas en el proceso. Los portugueses tomaron represalias en diciembre, matando a cientos de indios y capturando a muchos, entre ellos a Juan Baptista Sanna. Éste fue encarcelado en Portugal durante un corto periodo de tiempo y finalmente enviado en misión a Japón. Los combates dispersaron a casi todas las comunidades yurimaguas y omaguas, y los supervivientes fueron devastados por una epidemia de viruela que comenzó en abril de 1710 y dejó deshabitada la antes populosa región del Alto Solimões. Fritz fue sustituido como superior por Gregorio Bobadilla en diciembre de 1712, y en enero de 1714 comenzó su labor misionera en Limpia Concepción de Jeberos, donde viviría hasta su muerte. La última anotación de su diario está fechada en noviembre de 1723. Murió en algún momento entre 1725 y 1730 (la fecha es discutida) en un pueblo de misión de los shuar, atendido por un sacerdote llamado Guillermo de Tres.
La Audiencia de Quito le solicitó ayuda para elaborar un mapa detallado de los ríos amazónicos. Para ello hizo un viaje por río Amazonas hacia Belem do Pará en busca de atención médica, mientras cartografiaba en gran detalle el curso de este río, pero fue detenido por el gobernador portugués entre 1689 y 1691 acusándolo de ser un espía al servicio de España; fue liberado gracias al reclamo hecho ante el Consejo de Indias, y por autorización del Rey de Portugal. Viajó a Lima, en el Virreinato del Perú para presentar un valioso informe al Virrey Conde de la Monclova Melchor Portocarrero Lasso de la Vega, a este informe adicionó el mapa que había confeccionado en el viaje por el río Amazonas. De retorno a sus misiones en 1693, siguiendo el curso del río Marañón comprobó que el río Amazonas nacía en la laguna Lauricocha; aunque sin adecuado equipamiento científico para esta tarea, y en medio de las dificultades que le imponía su labor como misionero, Fritz logró elaborar un mapa detallado y fidedigno basado en sus observaciones de primera mano, dicho trabajo continuó siendo por varias décadas una de las fuentes más idóneas para el conocimiento geográfico del río Amazonas y sus afluentes como el Marañón. Nombrado superior de la Misión del Marañón fijó su residencia en Lagunas y murió en la misión de Jeberos en 1725. Su mapa del río Amazonas fue publicado en Quito en 1707. Durante los años posteriores, sería recopilado en diversas obras geográficas editadas en Europa, reconociéndose que, pese a no ser fruto de una expedición científica en el sentido amplio de la palabra, los mapas de Fritz resultaban muy acertados y fieles a la realizad geográfica de la Amazonia.

## Los mapas de la Amazonía

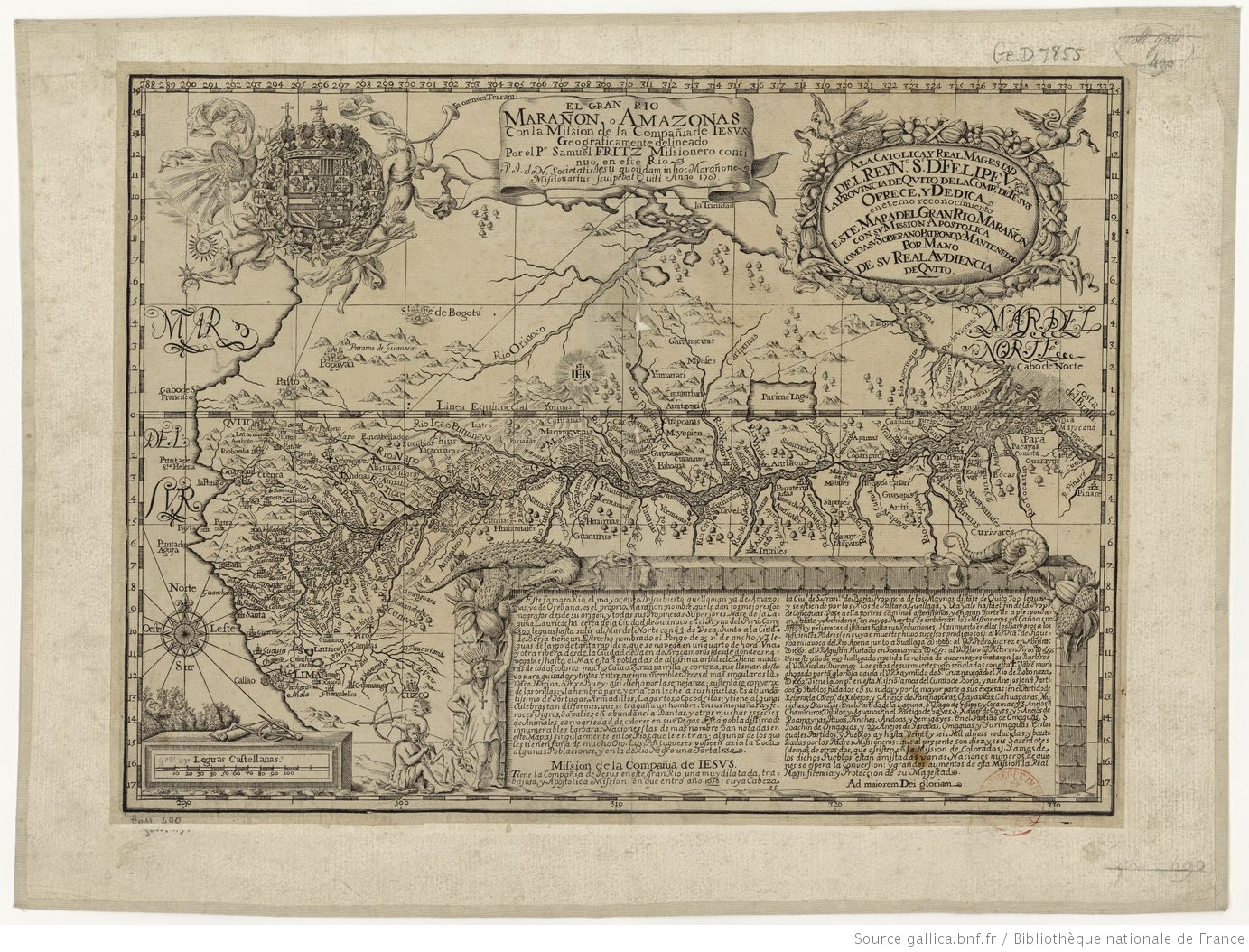
Mapa del Amazonas, por Samuel Fritz. Dedicado a Felipe V, se puede leer "La provincia de Quito de la Compañía de Jesus ofrece y dedica en eterno reconocimiento este Mapa del Gran Río Marañon".

### Breve reseña de su elaboración
Mal equipado con instrumentos, Fritz completó una carta comparativamente precisa del curso del Amazonas desde Belém hasta Quito. Los mapas de Fritz fueron las primeras cartas aproximadamente correctas del territorio del Marañón, y destacan por su delineación relativamente precisa de los contornos y proporciones del continente sudamericano. Fueron los primeros trazados a partir de la experiencia personal de alguien que había navegado el río Amazonas de un extremo a otro. Su intención era obtener apoyo militar y financiero de las autoridades coloniales y reales para el desarrollo de sus misiones entre las tribus de la frontera. En total, Fritz elaboró al menos seis mapas, posiblemente más, de los que sólo se conservan cuatro. En 1689, durante su viaje a Pará, elaboró un proyecto de mapa del río, que presentó al gobernador. Durante su encarcelamiento, creó un segundo borrador de este mapa en cuatro hojas de papel contiguas, que incluía los nombres de las comunidades indígenas, las reducciones jesuíticas, los asentamientos misioneros y los grupos étnicos. Al llegar a Lima en 1692, creó una versión más grande de este mapa para presentarlo a la imprenta. Las dificultades para reproducir este mapa impidieron su impresión, y una versión ligeramente alterada fue finalmente publicada en Quito en 1707, bajo el título "El Gran Río Marañón o Amazonas con la Misión de la Compañía de Jesús, geográficamente descrita por Samuel Fritz, misionero asentado en dicho río" Esta versión mide 126 por 46 cm e incluye en la leyenda una descripción detallada de la fauna y flora y de la etnia indígena en el Amazonas. Los lugares donde murieron misioneros están marcados con cruces. El original se encuentra en la Bibliothèque nationale de France.

El propio Fritz estaba convencido de que su mapa era mucho más preciso que otros mapas contemporáneos de la Amazonia, y escribió:
Creé este mapa para una mejor comprensión y lección general sobre el gran Amazonas, o Marañón, con gran esfuerzo y gran trabajo... Aunque hoy han aparecido muchos otros mapas, quiero, sin tocar a nadie, decir que ninguno de estos mapas es exacto porque, o no se hizo la medición sobre este gran río con atención, o no se hizo, o se escribió a partir de los escritos de varios autores.

### Publicaciones posteriores
Una copia del grabado de Quito fue enviada a Madrid, por orden de la Real Audiencia de Quito, al cuidado del procurador de la provincia jesuítica. Pero el barco fue interceptado por los ingleses, que publicaron el mapa por primera vez en 1712, con modificaciones y en escala reducida. Una versión francesa ligeramente modificada se publicó en 1717 en París bajo el título Cours du fleuve Maragnon autrement dit des Amazones par le P. Samuel Fritz missionaire de la Compagnie de Jésus. En 1726 el mapa se reprodujo en la publicación jesuita en lengua alemana Der Neue Welt-Bott. (Augsburgo, 1726, I). Una versión revisada, editada por Hermann Moll, se incluyó en el Atlas Geographus en 1732. En 1745 Charles Marie de La Condamine lo incluyó en su Relation abrégée d'un voyage fait dans l'intérieur de l'Amérique Méridionale (París, 1745), junto con una carta revisada basada en el mapa de Fritz, para su estudio comparativo. Entre otros cambios, Condamine añadió la conexión del Amazonas con la cuenca del Orinoco, que había sido descubierta tras la muerte de Fritz. Una segunda versión francesa se publicó en 1781 en Lettres Edifiantes et Curieuses, Écrites des Missions Étrangères, (París, 1781). Un error destacado en el mapa es la inclusión del lago Parime, del que Fritz sólo sabía de oídas, y que se había buscado sin éxito desde que sir Walter Raleigh había conjeturado su existencia en 1595. Exploradores posteriores concluyeron que el lago era un mito.

## Obras
- Apuntes acerca de la línea de demarcación entre las conquistas de España y Portugal en el río Marañón
- Geografía de las misiones del Marañón. Origen y principio del gran río y su curso hasta el Pará
- Diario